# The Ghost (film 1911)
The Ghost è un cortometraggio muto del 1911 scritto, diretto e interpretato da Mack Sennett.

## Trama
Una casa sembra abitata da un fantasma che si manifesta tanto regolarmente che gli occupanti sembrano non preoccuparsene più. La notizia arriva ai giornali e tre malfattori, ognuno all'insaputa dell'altro, progettano di approfittare della cosa per introdursi nella casa per rapinarla. I rumori degli intrusi non provocano allarme, ma tre ladri che operano tutti insieme sono pur sempre troppi e, alla fine, i malfattori verranno scoperti.

## Produzione
Il film fu prodotto dalla Biograph Company.

## Distribuzione
Distribuito dalla General Film Company, il film - un cortometraggio di 146,6 metri - uscì nelle sale cinematografiche statunitensi il 20 luglio 1911. Nelle proiezioni, veniva programmato con il sistema dello split reel, accorpato in un'unica bobina con un altro cortometraggio prodotto dalla Biograph, la commedia Jinks Joins the Temperance Club.